# 97 до н. е.

## Народились
- Аппій Клавдій Пульхр — політичний та військовий діяч Римської республіки, консул 54 року до н.е.
- Фарнак II — боспорський цар 63—47 до н. е.
- Корнелія Цинна Молодша (98 — 69 роки до н. е.) — аристократка, давньоримська матрона, дружина диктатора Гая Юлія Цезаря.